# Scabiosa imeretica
Scabiosa imeretica är en tvåhjärtbladig växtart som först beskrevs av Somm. och Levier, och fick sitt nu gällande namn av Sulak. Scabiosa imeretica ingår i släktet fältväddar, och familjen Dipsacaceae. Inga underarter finns listade i Catalogue of Life.